# Коблов, Михаил Борисович
Михаил Борисович Коблов — советский хозяйственный и государственный деятель, лауреат Государственной премии СССР за выдающиеся достижения в труде.

## Биография
Родился в 1946 году. Член КПСС.
В 1962—1996 годах — строитель, военнослужащий Советской армии, прораб, бригадир-мастер комплексной хозрасчетной бригады ПМК-908 треста «Астрахансельстрой».
За большой личный вклад в дело внедрения сквозного поточного бригадного подряда в строительстве был в составе коллектива удостоен Государственной премии СССР за выдающиеся достижения в труде 1983 года.
Депутат Верховного Совета СССР 11-го созыва.
После 1996 года — предприниматель в сфере строительства.
Живёт в Астрахани.

## Награды
- Орден Ленина
- Орден Знак Почёта